# NGC 16
NGC 16 es una galaxia lenticular ubicada en la constelación de Pegaso. Fue descubierto el 8 de septiembre de 1784 por William Herschel.
En el Webb Society Deep-Sky Observer's Handbook,
  la apariencia visual de NGC 16 se describe a continuación:

Redondo, con un centro ligeramente más brillante; La nebulosidad exterior es de brillo superficial uniforme.

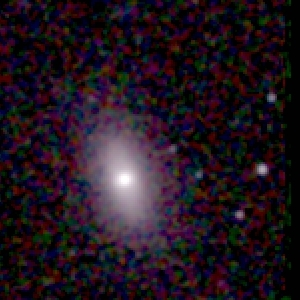
NGC 16 en infrarrojo cercano